# Batalhão de Operações Policiais Especiais

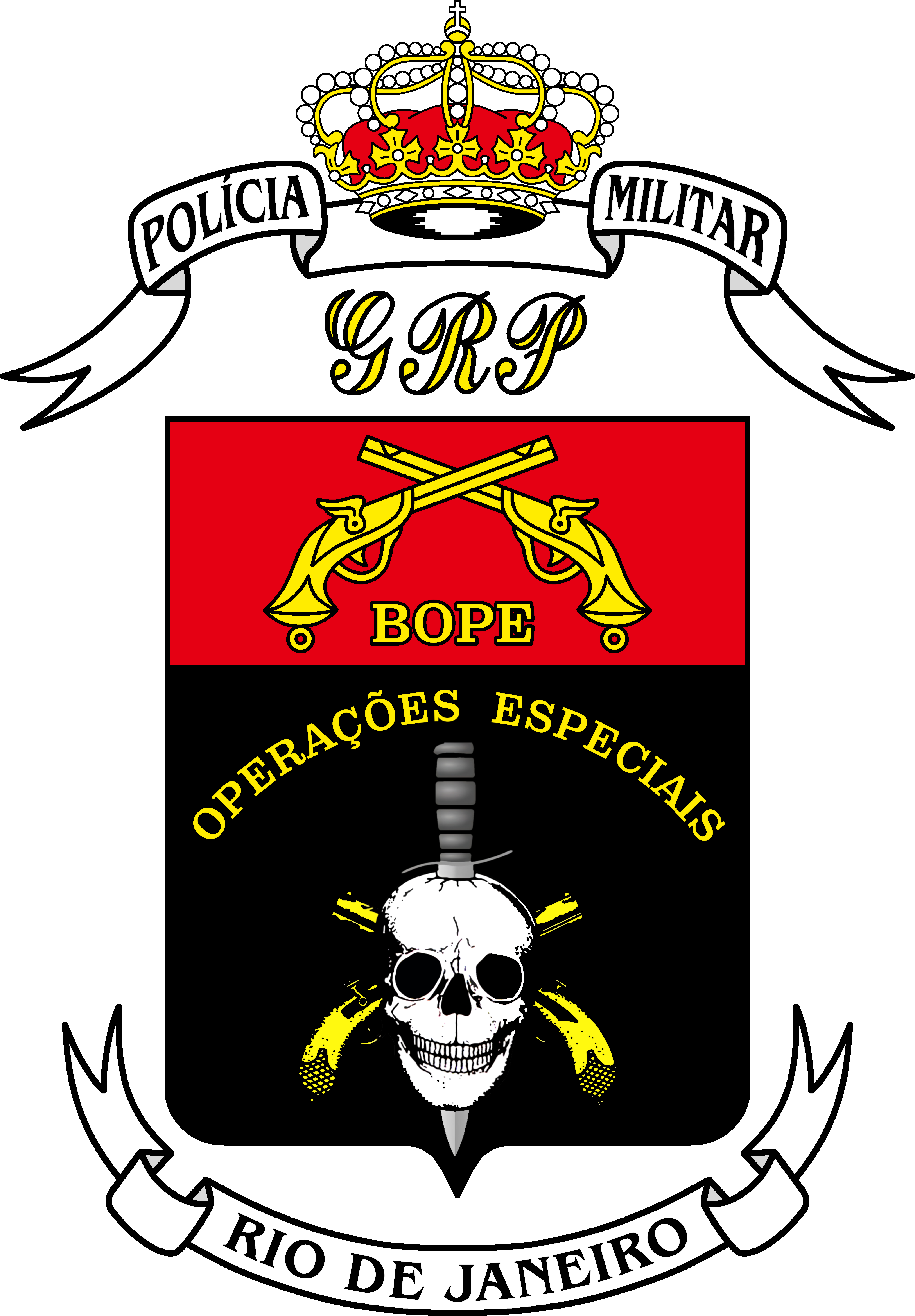
BOPE:s heraldiska vapen

BOPE (portugisiska: Batalhão de Operações Policiais Especiais, svenska: Bataljonen för särskilda polisoperationer) är en elitgrupp inom militärpolisen i delstaten Rio de Janeiro.

## Tropa de Elite
Boken Elite da Tropa publicerades 2006. Boken är skriven av sociologen Luiz Eduardo Soares och två BOPE-officerare, Major André Batista och Kapten Rodrigo Pimentel, och ger en semi-fiktiv inblick i de dagliga rutinerna hos BOPE samt vissa historiska ögonblick, baserade på upplevelser från Batista och Pimentel. Boken beskriver BOPE som en "mördarmaskin" och innehåller detaljer om ett påstått planerat men avbrutet lönnmord på dåvarande guvernören Leonel Brizola av poliser. Boken var kontroversiell när den släpptes, och resulterade i att Batista fick en reprimand och censurerades av militärpolisen.
Boken har filmatiserats, Tropa de Elite (Elite Squad), regisserad av José Padilha (regissören av Bus 174).